# Lakeland Magic 2020-2021
La stagione 2020-21 dei Lakeland Magic fu la 13ª nella NBA D-League per la franchigia.
I Lakeland Magic arrivarono sesti nella regular season con un record di 9-6. Nei play-off vinsero i quarti di finale con gli Erie BayHawks (1-0), la semifinale con i Santa Cruz Warriors (1-0), vincendo poi il titolo battendo in finale i Delaware Blue Coats (1-0). 

## Roster
| N° | Naz.                   | Ruolo | Sportivo         | Anno | Alt. | Peso |
| -- | ---------------------- | ----- | ---------------- | ---- | ---- | ---- |
| 0  | Stati Uniti (bandiera) | A     | Robert Franks    | 1996 | 201  | 102  |
| 1  | Stati Uniti (bandiera) | A     | D.J. Hogg        | 1996 | 206  | 98   |
| 3  | Stati Uniti (bandiera) | G     | Billy Garrett    | 1994 | 198  | 95   |
| 4  | Canada (bandiera)      | G     | Karim Mané       | 2000 | 196  | 84   |
| 5  | Canada (bandiera)      | A     | Justin Jackson   | 1997 | 201  | 102  |
| 10 | Stati Uniti (bandiera) | G     | Andrew Rowsey    | 1994 | 180  | 82   |
| 11 | Stati Uniti (bandiera) | G     | Jeff Dowtin      | 1997 | 191  | 84   |
| 15 | Stati Uniti (bandiera) | C     | Jon Teske        | 1997 | 216  | 120  |
| 22 | Stati Uniti (bandiera) | G     | Tahjere McCall   | 1994 | 193  | 86   |
| 25 | Guinea (bandiera)      | A     | Mamadi Diakité   | 1997 | 206  | 103  |
| 30 | Stati Uniti (bandiera) | G     | Devin Cannady    | 1996 | 188  | 83   |
| 33 | Stati Uniti (bandiera) | A     | Antonio Campbell | 1994 | 206  | 120  |

## Staff tecnico
- Allenatore: Stan Heath
- Vice-allenatori: Mike Winiecki, Joe Barrer, Johnny Taylor
- Preparatore atletico: Mark Mahoney